# فيكتور لويز
فيكتور لويز هو لاعب كرة قدم برازيلي في مركز الدفاع، ولد في 5 ديسمبر 1997 في بيلو هوريزونتي في البرازيل. لعب مع نادي كروزيرو.